# Lukáš Mareček
Lukáš Mareček, né le 17 avril 1990 à Ivančice, est un footballeur international tchèque qui occupe le poste de milieu défensif au KSC Lokeren.

## Biographie

### En club
Il a lancé sa carrière professionnelle au FC Brno, le club où il a fait ses débuts en junior.
Il est recruté par Anderlecht en 2010, puis prêté à Heerenveen en 2012. En 2013, il revient en Tchéquie, en s'engageant avec le Sparta Prague.

### En sélection nationale
Lukáš a joué pour plein équipes nationales de la Tchéquie : l'équipe U-16, U-17, U-18, U-19, U-20 et l'Équipe espoirs.

## Palmarès
- Champion de Belgique avec le RSC Anderlecht en 2012.
- Championnat de Tchéquie avec l'AC Sparta Prague en 2014.
- Coupe de Tchéquie avec l'AC Sparta Prague en 2014.